# إيفان لوبيز (مغني)
إيفان لوبيز (بالإسبانية: Iván López)‏ هو مغني مكسيكي، ولد في 16 مارس 1985 في مدينة مكسيكو في المكسيك.